# Ingo Krüger
Ingo Krüger (ur. 31 stycznia 1940 w Berlinie, zm. 11 grudnia 1961 tamże) – ofiara śmiertelna Muru Berlińskiego, zmarł na skutek utonięcia w Sprewie podczas próby ucieczki do Berlina Zachodniego.

## Życiorys
Ingo Krüger przyszedł na świat w położonej w południowo-zachodniej części Berlina dzielnicy Dahlem. Ojciec jako żołnierz poległ w drugiej wojnie światowej, po jego śmierci posiadająca zawód sędziny matka wyszła za mąż po raz drugi. Rodzina zamieszkała odtąd we wschodnioberlińskim okręgu Treptow. Po ukończeniu szkoły Krüger uczył się zawodu kucharza, oprócz powiązań rodzinnych utrzymywał również kontakty z Berlinem Zachodnim poprzez związek partnerski z Ingrid R. Para była dosyć intensywnie obserwowana przez agentów Stasi w związku z podejrzeniami działalności szpiegowskiej. Chcąc uwolnić się od tych zarzutów, Krüger zdecydował osiedlić się po ślubie na terenie NRD.
Budowa muru w sierpniu 1961 r. rozdzieliła parę, która umawiała się odtąd na tajne spotkania przy umocnieniach granicznych na obrzeżach dzielnic. W owym czasie granica między miastami nie posiadała jeszcze tak szeroko rozbudowanego systemu zabezpieczeń jak w latach 80. Podczas jednego z tych spotkań Krüger został aresztowany, w związku z czym Ingrid R. zameldowała się oficjalnie w RFN, chcąc obejść w ten sposób przepisy nie zezwalające mieszkańcom Berlina Zachodniego na wjazd do wschodniej części miasta. Ingo Krüger zdecydował się mimo tego na ucieczkę, którą zamierzał przedsięwziąć przepływając Sprewę przy pomocy sprzętu do nurkowania w pobliżu budynku Reichstagu. Jego przygotowania do ucieczki obserwowane były przez agentów bezpieki.
Wieczorem 10 grudnia 1961, w towarzystwie dwójki przyjaciół udał się taksówką na położoną na prawym brzegu Sprewy ulicę Schiffbauerdamm. Mając już na sobie kostium płetwonurka oraz sprzęt filtrujący wszedł pod osłoną mostu przy dworcu Berlin Friedrichstraße do wody. Czekająca na niego bezskutecznie narzeczona dostrzegła po pewnym czasie łódź służb celnych NRD, której załoga wyciągnęła z rzeki ciało Krügera. Badające przyczynę wypadku Ministerstwo Bezpieczeństwa Państwowego NRD orzekło śmierć z powodu defektu urządzenia filtrującego i następujące wskutek tego utonięcie. Kolejne dochodzenie podjęte już po upadku muru przyjęło także jako przyczynę zgonu wyziębienie organizmu.
Pamięci Krügera poświęcony jest jeden z tzw. białych krzyży w miejscu pamięci na nabrzeżu Reichstagufer.